# Sam Farha
Ihsan (Sam) Farha (Beiroet (Libanon), 1959) is een professionele pokerspeler. Hij is geboren in Libanon en woont tegenwoordig in Houston in de Verenigde Staten.

## Bracelets
Farha wint in 2010 zijn derde World Series of Poker-bracelet:
| Jaar | Event                           | Prijs    |
| ---- | ------------------------------- | -------- |
| 1996 | $2500 Pot Limit Omaha           | $145,000 |
| 2006 | $5000 Limit Omaha (8 or better) | $398,560 |
| 2010 | $Omaha Hi-Low Split-8 or Better | $488,241 |